# Tantoei
Het kamp Tantoei was een militair kampement op het eiland Ambon. Dit kampement was tijdens de Japanse bezetting van Nederlands-Indië in de periode van 3 februari 1942 tot 10 september 1945 een krijgsgevangenenkamp. Het kamp lag aan de kust ten noorden van de stad Ambon. Ze was gelegen op het terrein van een voormalige klapperolie-fabriek. Het kamp was ondergebracht in nieuwe houten barakken en omgeven door prikkeldraad.
Voor de verdediging van Ambon tegen een eventuele Japanse aanval waren al eerder Australische troepen vanuit Australië aangevoerd. Dit betrof de Gull Force. Dit leger bestond uit 1131 soldaten die onder meer afkomstig waren uit het 2/21ste Bataljon. Bij de Japanse aanval op Ambon (omstreeks 29 januari 1942) zaten 292 Australiërs bij het vliegveld Laha. Het restant van het leger van ongeveer 839 man, zat in de omgeving van Ambon-stad. Verder waren er ongeveer 240 Nederlandse manschappen van de KM en het KNIL. Zie voor meer achtergronden de pagina over de Slag om Ambon. Het kamp bestond na 26 oktober 1942 voornamelijk uit Australiërs als gevolg van de Hainan-transporten.

## Omstandigheden
Door bombardementen en executies, maar vooral als gevolg van systematische mishandelingen, verwaarlozing en uithongering stierven tot augustus 1945 twee derde van de Australische krijgsgevangenen. Van alle Amerikaanse krijgsgevangenen overleefde er slechts 1. In totaal overleefden 130 krijgsgevangenen deze periode.
In het kamp werden op 12 juli 1942 drie Nederlandse krijgsgevangenen doodgeslagen omdat zij betrapt waren op het briefcontact onderhouden met het vrouwenkamp in Ambon-stad. Op 26 november 1942 werden 11 Australiërs geëxecuteerd.
Op 10 september 1945 werden de overlevenden van dit kamp door een Amerikaans oorlogsschip opgehaald en naar Morotai gebracht.